# Het Land van Maas en Geel
Het Land van Maas en Geel was een praatprogramma op Talpa en een week op Tien, gepresenteerd door Bridget Maasland en Cees Geel.

## Het programma
Het Land van Maas en Geel ging van start op 13 november 2006. Op 8 december werd bekend dat het programma, vanwege tegenvallende kijkcijfers, zou worden geschrapt. Er keken gemiddeld zo'n 100.000 kijkers naar. De laatste aflevering werd uitgezonden op 21 december 2006.
De opnames werden gemaakt in bioscoop Het Ketelhuis in Amsterdam.